# Saga (prefektura)
Saga (japanski: kanji 佐賀県, romaji: Saga-ken) je prefektura u današnjem Japanu. 
Nalazi se na sjeverozapadu otoka Kyūshūa, na obalama Japanskog mora i mora Ariake. Nalazi se u chihōu Kyūshūu.
Glavni je grad Saga.
Organizirana je u 6 okruga i 20 općina. ISO kod za ovu pokrajinu je JP-41.
1. veljače 2008. u ovoj je prefekturi živjelo 858.603 stanovnika.
Simboli ove prefekture su cvijet kamforovca (Cinnamomum camphora), drvo kamforovca (Cinnamomum camphora) i ptica svraka (Pica pica).